# امفوبیون
امفوبیون (به انگلیسی: Amphibion) یک شخصیت تخیلی و ابرقهرمانانه در کتاب‌های کامیک می‌باشد. این کاراکتر به دست استن لی و جک کربی خلق شده و در قصه‌های برای تحیر شماره ۷۳ام (نوامبر ۱۹۶۵) معرفی شد.
جدا از کتاب‌های کامیک، شرکت مارول از امفوبیون در دیگر کالاهای خود از جمله پوشاک، اسباب‌بازی، ورق بازی، انیمیشن‌های تلویزیونی و بازی‌های رایانه‌ای استفاده کرده است.
دوزیست در ابتدا رقیب هالک بود.